# RNA (텔레비전 채널)
RNA는  대한민국의 명상 & 힐링버라이어티 전문 케이블 방송국이다.
현재 IPTV 사업자인 KT 267번, LG U+ 191번을 통해 송출 중에 있으며 홈페이지에서도 실시간(On-Air) 방송을 지원하고 있다. 
그 외 딜라이브, HCN, LG헬로비젼, 대구 푸른방송, 아름방송, 서경방송, CCS 충북방송 등을 통해 RNA는 계속 방송 송출 중이다.